# メリタテス2世
メリタテス2世（メリタテスA）は、古代エジプト第4王朝の王女である。彼女の名前はメリエトイオテスまたは、メリトイトエスとも表記される。メリタテス2世は恐らくクフ王の娘である。また、メリタテス2世の墓であるG 7650墓にメリタテス1世への言及があることに立脚すれば、母親はメリタテス1世である可能性がある。彼女は宮廷長のアケトホテプ（宮廷の役人ではない）と結婚し、数名の子を儲けた。メリタテスと彼女の夫は共に、ギーザにあるマスタバG 7650墓に埋葬されている。

## 家族と人生の前半
メリタテス2世は、恐らくクフの娘である。これは「王の肉体の娘」と呼ばれていることと、彼女の墓の位置がクフとの関係性を示していることから推定されている。彼女はクフ、ハトホル、ネイトの預言者であった。
メリタテスは宮廷長アケトヘテプ（アケトヘテプA）と結婚した。アケトヘテプは更に「唯一の友」、「ネケンのバスの神官」、「漁師/猟師の監督官」という称号を持っていた。彼女達の墓G 7650には、数名の子供が描かれていた。また、2人の娘を描いたブロックもある。これは、以前はマグレガー・コレクションの一部であったが、現在ではリスボンにある。娘の一人はヘテプヘレス（2世）と名付けられ、もう1人の女の子の名前は「クフ・・・」と言う一部だけが残されている。

## 埋葬
アケトヘテプとメリタテス2世はギーザの石製のマスタバ墓、G 7650墓に埋葬された。奉納室の内部は装飾されており、アケトヘテプが妻メリタテス2世及び随員と一緒にいる場面と共に描かれている。場面の1つは、アケトヘテプが二人の娘と同行している姿である。赤い花崗岩で造られた、宮殿のファザードを持つサルコファガス（石棺）が立坑Cで発見された。メリタテス2世は彼女の兄弟であるカフラー王の治世下で死んだ。